# میکولا ناکونچنی
نیکولای ناکونچنی (انگلیسی: Mykola Nakonechnyi؛ زادهٔ ۱۰ سپتامبر ۱۹۸۱) بازیکن فوتبال اهل اوکراین است.
از باشگاه‌هایی که در آن بازی کرده‌است می‌توان به باشگاه فوتبال آرسنال کی‌یف اشاره کرد.
وی همچنین در تیم‌های ملی فوتبال Ukraine national under-19 football team و زیر ۲۱ سال اوکراین بازی کرده‌است.